# Jan Alojzy Aleksandrowicz
Jan Alojzy Aleksandrowicz herbu Aleksandrowicz (ur. w 1728 roku – zm. 10/11 września 1781 roku w Krasnymstawie) – polski biskup rzymskokatolicki, senator I Rzeczypospolitej.

## Życiorys
Kanonik lwowskiej kapituły katedralnej w 1753 roku.
Deputat na Trybunał Główny Koronny. W 1769 został dziekanem przemyskim, kustoszem gnieźnieńskim i proboszczem łęczyckim. W 1773 mianowany oficjałem warszawskim, a w 1780 koadiutorem chełmskim.
Pochowany w katedrze św. Franciszka Ksawerego w Krasnymstawie.